# Valdobbiadene
Valdobbiadene est une commune italienne d'environ 10 800 habitants située dans la province de Trévise dans la région Vénétie, dans le nord-est de l'Italie.

## Géographie
Ce village de moyenne montagne se trouve sur un plateau surplombant l'Ornic, un torrent affluent du Piave.

## Histoire
Paul Diacre, dans son Historia Langobardorum fait de cet endroit, qu'il appelle Duplavilis, le pays natal du poète Venance Fortunat au VIe siècle. C'est de ce toponyme (qui renvoie probablement à deux bras du Piave — Plavis en latin) que dérive le nom du bourg actuel, le Val di Dobiadene, qui désignait toute la vallée voisine. Les premières traces d'habitats remontent à l'époque préhistorique et à l’époque romaine, et malgré la rareté de ces traces, il est pratiquement sûr que la région a été fréquentée depuis cette époque, étant donné la formation de villes comme  Asolo, Feltre et Belluno. Cependant le premier document écrit mentionnant Valdobbiadene est un diplôme de l'empereur Henri V, daté du 7 mai 1116, dans lequel il fixe les bornes des différentes communes de la région.
Giacomo Casanova y passa la nuit du 1er au 2 novembre 1756, juste après sa fuite de la prison vénitienne des Plombs.

## Économie

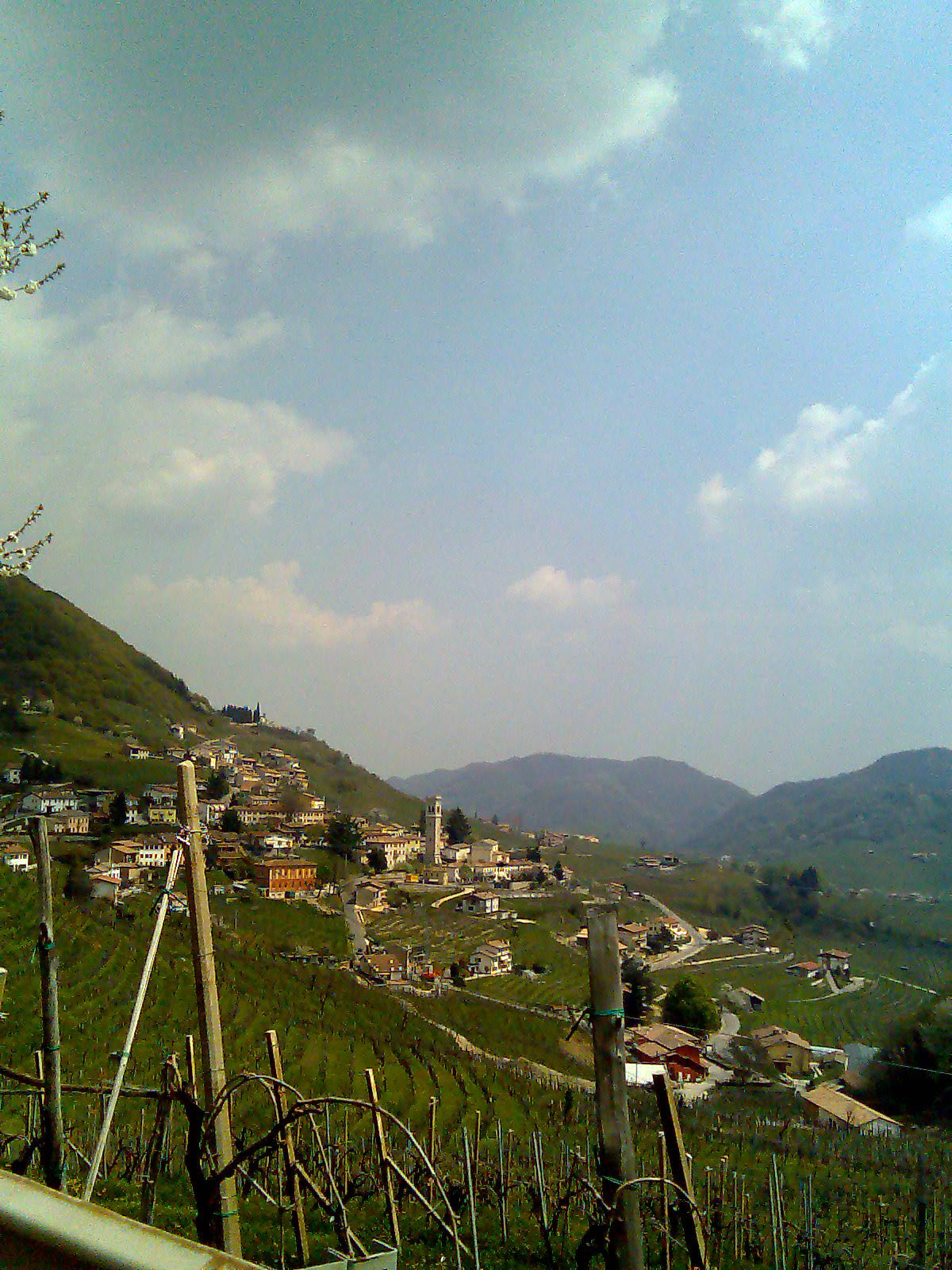
Panorama sur les coteaux de Santo Stefano et leurs vignobles.

Comme le reste de la Vénétie, ce bourg est réputé pour la qualité de ses vignobles, et tout particulièrement le Glera (Prosecco di Valdobbiadene) qu'on utilise ici pour la production de mousseux.
Depuis le 1er août 2009, la commune produit deux autres variétés de Prosecco :
- Prosecco Denominazione di origine controllata (autrefois IGT) est produit en Vénétie et dans le Frioul, dans les provinces de Trévise, de Trieste, de Gorizia, de Belluno, de Padoue, de Venise, de Vicence, d’Udine et de Pordenone.
- Prosecco DOCG (autrefois DOC) est produit dans la région de Conegliano, de Valdobbiadene et d’Asolo. On l'appelle ici Valdobbiadene DOCG prosecco ou Conegliano DOCG Prosecco.

## Culture
Evenements
- Guia, 5 janvier : bûcher de l’épiphanie
- Santo Stefano, 5 janvier : bûcher de l’épiphanie
- Villanova-Ponteggio, 5 janvier : bûcher de l’épiphanie
- San Pietro di Barbozza, 6 janvier : traditionnelle « Fogherata »
- Funer, 5 février, fête de Sainte Agathe, patronne de la bourgade
- Centre-ville, période de Carnaval : Carnevalissimo Valdobbiadenese avec défile nocturne et diurne de chars allégoriques
- Centre-ville, deuxième lundi du mois de mars et dimanche précédent : Ancienne Foire de Saint Grégoire Magne – Fête patronale communale – Célébrations dans l'ancienne église
- Santo Stefano, deuxième moitié de mars : Exposition du Valdobbiadene et Cartizze DOCG
- Guia, fin mars - début avril : Exposition du Prosecco d.o.c.
- San Pietro di Barbozza, durant 15 jours dès le Samedi Saint: Exposition du cartizze et valdobbiadene DOCG
- San Vito, 25 avril: San Marco: célébrations et festivités à l'oratoire au lieu dit Campagna

- San Vito, 26 mai: Bienheureuse Vierge du Caravaggio -  célébrations et festivités au Sanctuaire
- Guia, 13 juin : kermesse de Saint Antoine dans la bourgade homonyme, avec messe dans l'oratoire suivie par le stand œno-gastronomique de spécialités locales
- San Vito, 15 juin : Fête des Saint Patrons Vito, Modesto et Crescenza

- 17 et 18 juin : Rally du championnat italien WRC

- San Vito, 24 juin : Saint Jean Baptiste – célébrations et festivités à l'oratoire au lieu dit Rive di S. Giovanni
- San Pietro di Barbozza, dernier dimanche de juin : canevando
- San Pietro di Barbozza, 29 juin : fête du Saint Patron
- Guia, de fin juin au 25 juillet : tournoi de baby-foot
- Guia, juillet : exposition du Prosecco
- Villanova, 20 juillet : fête de Sainte Marguerite, patronne de la bourgade
- Funer, été : fête paysanne « Prà Cenci »
- Ron, août : traditionnelle kermesse San Rocco
- San Vito, 8 septembre : Nativité de la Vierge, célébrations au lieu dit Caravaggio
- San Vito, 18 octobre : San Luca, festivités à l'oratoire au lieu dit Prà Longhi

## Monuments et patrimoine
En octobre 2019, les coteaux de Valdobbiadene où est produit le prosecco ont été classés au patrimoine mondial de l'Unesco.

## Administration
| Période                                  | Période | Identité          | Étiquette                     | Qualité |
| ---------------------------------------- | ------- | ----------------- | ----------------------------- | ------- |
| 26-05-2014                               |         | Luciano Fregonese | lista civica di centro destra | maire   |
| Les données manquantes sont à compléter. |         |                   |                               |         |

### Hameaux
guia, guietta, santo stefano, san pietro di barbozza, zecchei, pianezze, villanova, bigolino, saccol, ron, san vito, san giovanni, funer, follo e soprapiana.

### Communes limitrophes
Segusino, Vidor, Pederobba, Miane, Farra di Soligo, Lentiai, Mel, Vas, Alano di Piave

## Personnalités
- Venance Fortunat (530-609), poète, hymniste chrétien, évêque de Poitiers
- Renato Pampanini (1875-1949), botaniste

## Sport
La ville a accueilli deux arrivées du Tour d'Italie avec les victoires de Alessandro Petacchi au sprint lors de la troisième étape de l'édition 2009 et de Vasil Kiryenka lors du contre-la-montre de la 14e étape du Giro 2015.